# ريموند فيلتون
ريموند فيلتون (بالإنجليزية: Raymond Felton)‏ مواليد 26 يونيو 1984، هو لاعب كرة سلة أمريكي يلعب مع فريق دالاس مافيريكس في الرابطة الوطنية لكرة السلة ويحمل الرقم 2. يبلغ طوله 6 قدم 1 بوصة (1.9 م).

## فرق لعب لها
- شارلوت هورنتس
- نيويورك نيكس
- بورتلاند ترايل بلايزرز
- نيويورك نيكس
- دالاس مافيريكس

## روابط خارجية
- ريموند فيلتون على موقع إن بي أي (الإنجليزية)
- ريموند فيلتون على موقع سبورتس رفرنس (الإنجليزية)
- ريموند فيلتون على موقع كرة السلة الأوروبية.كوم (الإنجليزية)
- ريموند فيلتون على موقع إي إس بي إن.كوم (الإنجليزية)
- ريموند فيلتون على موقع كلية كرة السلة في سبورتس رفرنس.كوم (الإنجليزية)
- ريموند فيلتون على موقع ريلجم (الإنجليزية)
- ريموند فيلتون على موقع بروبوليرز (الإنجليزية)